# Bio-design

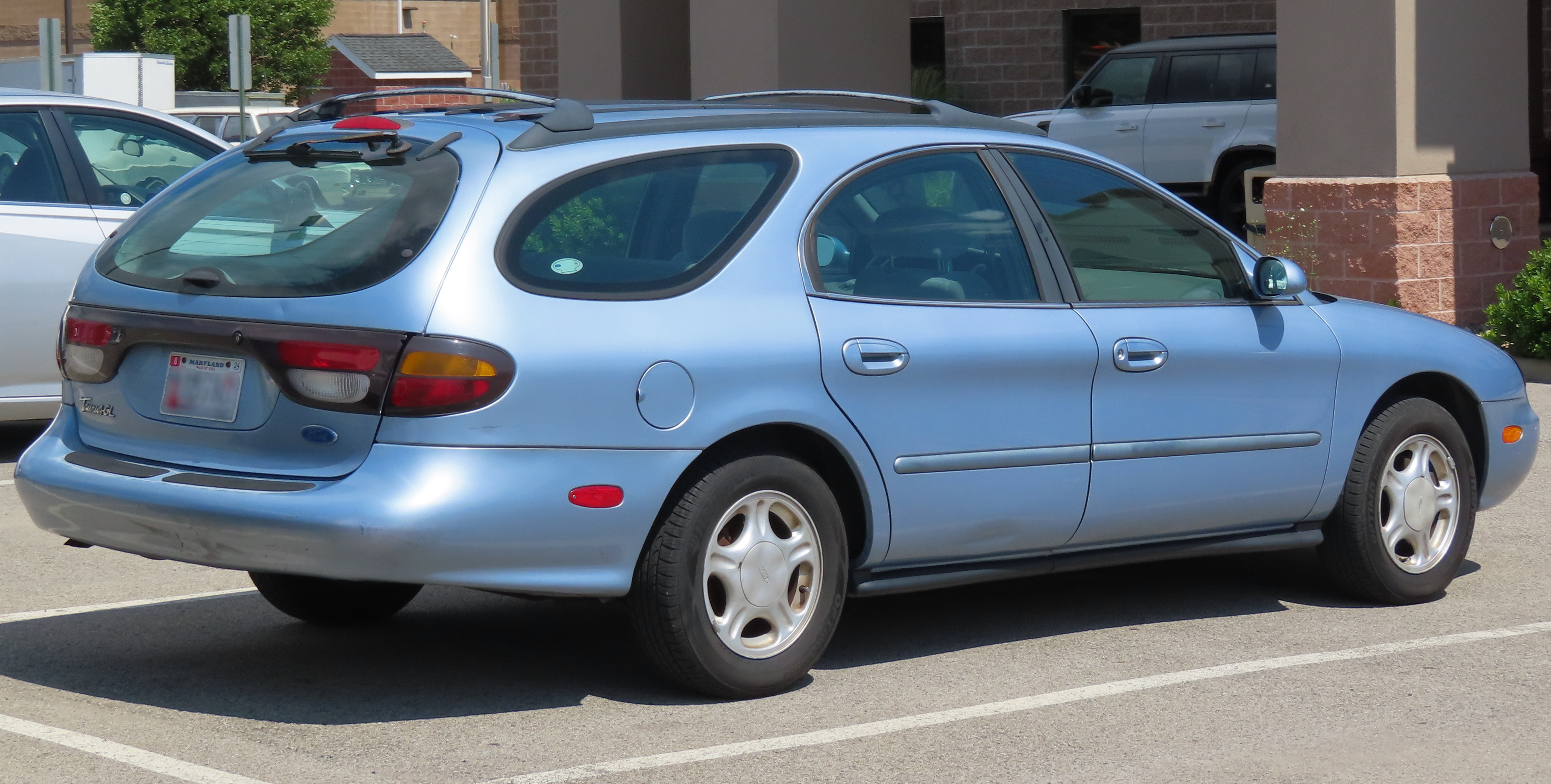
Une Ford Taurus en version break, exemple de bio-design.

Le bio-design est un terme porté par Luigi Colani dans les années 1960 pour qualifier un courant conceptuel du design industriel qui s'inspire des solutions techniques qu'offre la nature pour répondre à des problèmes de conception d'objets industriels, le biodesign s'entend aujourd'hui comme un champ de création et de recherche hybridant méthodes de design et principes biologiques. Le terme n'est pas stabilisé, recoupant des définitions plus ou moins larges pouvant intégrer des approches aussi variées que le biomimétisme, la biofabrication, la bioingénièrie ou biologie de synthèse. Le terme est notamment mis en avant pour souligner l'émergence d'une appropriation spécifique des biotechnologies par les designers, artistes et architectes,,. 
Natsai Audrey Chieza, spécialisée dans la recherche concernant la biotechnologie et les textiles est considérée comme une pionnière dans le bio-design. 

## Exemples
- une carrosserie automobile peut s'inspirer de formes biologiques pour réaliser des économies importantes de carburant (en améliorant le coefficient de trainée, mesurant l'aérodynamique)
- une coque d'appareil photo peut épouser la forme de la main pour obtenir une ergonomie optimale (voir Canon T-90 de Luigi Colani)
- BionicANTs : Des scientifiques du département Bionic learning Network[7],[8] de l'entreprise allemande Festo[9],[8] ont élaboré, en s'inspirant du biomimétisme[9], un robot imitant la façon dont certains insectes prennent des décisions individuelles de façon cohérente par rapport à l'objectif collectif[8],[10]. L'entreprise Festo compte utiliser ces techniques dans des usines afin par exemple de déplacer des charges volumineuses en répartissant le travail comme le font les vraies fourmis[9].

## Différence entre le bio-design et le design privilégiant les courbes
Ce mouvement ayant inspiré le style Sony, ou la forme des appareils photo actuels, il ne faut toutefois pas le confondre avec un style courbe voire « curviligniste » sans rapport avec une optimisation technique d'une fonction ou d'une interface.
Le bio-design associe harmonie des formes avec efficacité des objets et intégration dans leur environnement.